# 리브라더스
리브라더스 주식회사(Rhee Bros., Inc.)는 이승만이 창립한 북아메리카에 있는 대표적인 회사이다. 1976년, 이승만회장은 그의 세 형제와 함께 메릴랜드 근교의 한 마을에서 점점 늘어가는 한국 이민자들을 위해 리브라더스를 창립하였다.

## 연혁
1968년, 당시 이승만(Steve Rhee) 회장은 그가 미국에서 성공적인 식품 유통사업을 꾸려나갈 것이라고는 상상하지 못했다. 정치학을 공부하기 위해 미국에 온 그는 공부를 마치면 정치적인 목표를 이루기 위해 한국으로 돌아갈 예정이었기 때문이다.
하지만 이승만 회장이 가족 부양을 위해 여러 가지 일을 동시에 하면서부터 이 모든 것이 바뀌었다.경제적 사정으로 한국에 계신 어머니에게 지원을 요청할 수 밖에 없었던 어느 날, 놀랍게도 어머니가 보내온 것은 돈이 아닌 마른 오징어와 그것을 팔아 돈을 마련해보라는 어머니의 편지였던 것이다. 잠깐의 충격에서 벗어난 그는 마른 오징어를 팔기 시작했고 금세 모두 팔 수가 있었다. 이것을 흥미롭게 여긴 이 회장은, 어머니에게 더 많은 마른 오징어를 보내달라고 연락을 했고, 이것은 리브라더스의 시초가 된 의미 있는 해프닝이 되었다.
1976년, 이승만회장은 그의 세 형제와 함께 메릴랜드 근교의 한 도시에서 점점 늘어가는 한국 이민자들을 위해 리브라더스를 창립하였다. 당시 한국은 아직 경제적으로 부족한 나라였다. 그때까지만 해도 한국의 식품 제조와 브랜드화는 아직 초기단계였기 때문에 상품화된 식품이 적어서 한국에서 수입을 시작하여 사업을 발전시켜 나가며 같은 동양 식품으로 비슷한 음식 문화인 일본은 상품의 포장, 품질이 수입에 적합하였기에 일본 식품을 같이 취급하여 한국, 일본, 중국계 식품점에 공급을 늘려 나가게 되었다.
일본 여기저기를 돌며 연구하던 이회장은 식품업에 대해 더 많이 이해할 수 있었고 특히 상품의 브랜드화가 얼마나 중요한 것인지를 깨닫게 되었다. 그리고 이것은 후에 리브라더스의 주력브랜드가 된 '아씨'를 만드는 계기가 된다. 이와 같은 주력브랜드와 성공적인 파트너십으로 리브라더스의 유통망은 미국 전체와 전 세계 30여 개국에 이르게 되었다. 끊임없는 노력으로 자사 브랜드와 한국, 일본의 주요 브랜드를 대부분 취급하며 이제는 북미 최대의 식품 유통 회사로 한국 음식을 북미 및 전 세계에 전하고 한국 내의 식품의 브랜드화, 포장과 품질의 선진화 등에 큰 기여를 하였고 이러한 노력을 지속적으로 하고 있다. 이러한 사업은 북미 및 해외에 있는 한국 동포에게 고향의 맛과 향수를 전달하여 어느 나라에서 든지 동포가 뿌리를 내리고 현지에서 성공할 수 있도록 기여하고 있다. 이제는 동양계 식품점과 식당 공급에서 탈피하여 주류 식품계에도 공급을 늘리고 한국 식품 및 그 문화를 알리는 가장 큰 몫을 하고 있고 이를 회사의 가장 큰 보람으로 여긴다.

## 계열사
1989년, 리브라더스는 워싱턴 인근과 메릴랜드에 위치한 아시안 슈퍼마켓 체인 롯데플라자와 제휴하여 리브라더스의 상품들을 판매하기 시작했다. 그리고 이것은 후에 미국 전역에 점포를 가지고 있는 아씨플라자와의 제휴에 또 다른 시초가 된다. 현재, 이 두 개의 체인은 미국 전역에 11개의 점포를 운영하며 매년 500만 명이 넘는 고객들에게 리브라더스의 제품을 판매하고 있다.
- (주)아씨플라자 ASSI PLAZA
- (주)롯데플라자 LOTTE PLAZA